# Preposito generale della Compagnia di Gesù

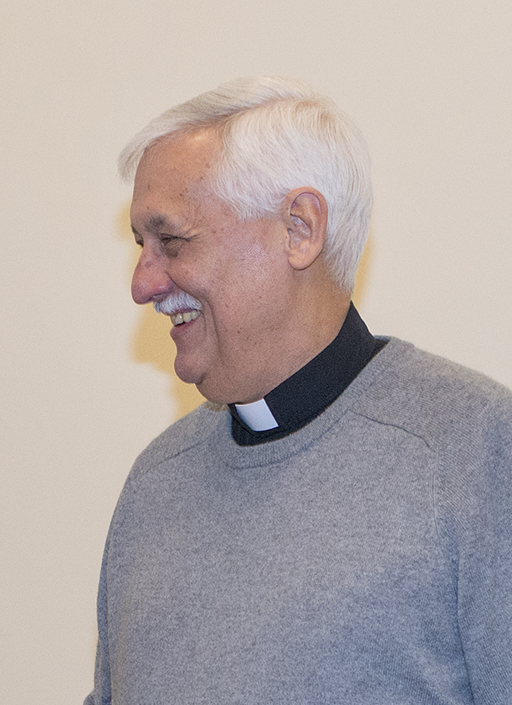
Arturo Sosa Abascal, preposito generale della Compagnia di Gesù dal 14 ottobre 2016

Il preposito generale della Compagnia di Gesù è il moderatore supremo dei gesuiti. Viene detto anche Generale o Papa nero.
Dal 14 ottobre 2016 la carica è ricoperta da Arturo Sosa Abascal.

## Elezione
Il Generale viene eletto a vita dalla Congregazione generale dell'ordine, composta dai superiori provinciali e da due religiosi professi per ogni provincia.

### Murmuratio
I quattro giorni che precedono l'elezione vengono definiti murmuratio. In questo periodo di tempo, gli elettori svolgono delle consultazioni informali tra gli stessi volte a discernere chi possa essere il futuro Preposito. La murmuratio è scandita anche dalla preghiera personale.

### La comunicazione
Dato il legame speciale che lega i Gesuiti al Papa (essi infatti fanno un quarto voto speciale di obbedienza diretta al Sommo Pontefice) una volta eletto il nuovo preposito generale, dopo il suono della campana nella Curia generalizia di Borgo Santo Spirito a Roma, il Papa viene immediatamente informato. Così, ad esempio, è avvenuta l'elezione di Arturo Sosa Abascal.

## Durata dell'incarico
Il moderatore è nominato a vita; tuttavia ciò non toglie allo stesso la possibilità di dimettersi.

## Proposte di modifica
Di recente è stato discussa la possibilità di modificare le costituzioni della Compagnia, introducendo, per la durata del mandato conferito al preposito, un limite temporale, come avviene per molte altre Congregazioni religiose. Nella Chiesa cattolica, ad esempio, molti sono gli incarichi per i quali è previsto il limite dei 75 anni.
A proposito di tale modifica, tuttavia, Benedetto XVI ha dato parere negativo.

## Elenco dei prepositi generali
| №  | Preposito generale         | Ritratto | Inizio mandato    | Fine mandato     | Luogo di nascita                                 |
| -- | -------------------------- | -------- | ----------------- | ---------------- | ------------------------------------------------ |
| 1  | Ignazio di Loyola          |          | 19 aprile 1541    | 31 luglio 1556   | Loyola, Regno di Spagna                          |
| 2  | Diego Laínez               |          | 2 luglio 1558     | 19 gennaio 1565  | Almazán, Regno di Spagna                         |
| 3  | Francesco Borgia           |          | 2 luglio 1565     | 1 ottobre 1572   | Gandia, Regno di Spagna                          |
| 4  | Everardo Mercuriano        |          | 23 aprile 1573    | 1 agosto 1580    | La Roche-en-Ardenne, Diciassette Province        |
| 5  | Claudio Acquaviva          |          | 19 febbraio 1581  | 31 gennaio 1615  | Atri, Regno di Napoli                            |
| 6  | Muzio Vitelleschi          |          | 15 novembre 1615  | 9 febbraio 1645  | Roma, Stato Pontificio                           |
| 7  | Vincenzo Carafa            |          | 7 gennaio 1646    | 8 giugno 1649    | Napoli, Regno di Napoli                          |
| 8  | Francesco Piccolomini      |          | 21 dicembre 1649  | 17 giugno 1651   | Siena, Granducato di Toscana                     |
| 9  | Alessandro Gottifredi      |          | 21 gennaio 1652   | 12 marzo 1652    | Roma, Stato Pontificio                           |
| 10 | Goschwin Nickel            |          | 17 marzo 1652     | 31 luglio 1664   | Jülich, Sacro Romano Impero                      |
| 11 | Giovanni Paolo Oliva       |          | 31 luglio 1664    | 26 novembre 1681 | Genova, Repubblica di Genova                     |
| 12 | Charles de Noyelle         |          | 5 luglio 1682     | 12 dicembre 1686 | Bruxelles, Diciassette Province                  |
| 13 | Tirso González de Santalla |          | 6 luglio 1687     | 27 ottobre 1705  | Arganza, Spagna                                  |
| 14 | Michelangelo Tamburini     |          | 31 gennaio 1706   | 28 febbraio 1730 | Modena, Ducato di Modena e Reggio                |
| 15 | Franz Retz                 |          | 7 marzo 1730      | 19 novembre 1750 | Praga, Regno di Boemia                           |
| 16 | Ignazio Visconti           |          | 4 luglio 1751     | 4 maggio 1755    | Milano, Ducato di Milano                         |
| 17 | Luigi Centurione           |          | 30 novembre 1755  | 2 ottobre 1757   | Genova, Repubblica di Genova                     |
| 18 | Lorenzo Ricci              |          | 21 maggio 1758    | 16 agosto 1773   | Firenze, Granducato di Toscana                   |
| —  | Stanislaus Czerniewicz     |          | 17 ottobre 1782   | 21 ottobre 1785  | Kaunas, Confederazione polacco-lituana           |
| —  | Gabriel Lenkiewicz         |          | 8 ottobre 1785    | 21 ottobre 1798  | Polotsk, Confederazione polacco-lituana          |
| —  | Franciszek Kareu           |          | 12 febbraio 1799  | 11 agosto 1802   | Orsha, Confederazione polacco-lituana            |
| —  | Gabriel Gruber             |          | 22 ottobre 1802   | 6 aprile 1805    | Vienna, Sacro Romano Impero                      |
| 19 | Tadeusz Brzozowski         |          | 7 agosto 1814     | 5 febbraio 1820  | Königsberg, Prussia                              |
| 20 | Luigi Fortis               |          | 18 ottobre 1820   | 27 gennaio 1829  | Verona, Repubblica di Venezia                    |
| 21 | Jan Roothaan               |          | 9 luglio 1829     | 8 maggio 1853    | Amsterdam, Repubblica delle Sette Province Unite |
| 22 | Pierre-Jean Beckx          |          | 2 agosto 1853     | 4 marzo 1887     | Scherpenheuvel-Zichem, Belgio                    |
| 23 | Anton Anderledy            |          | 4 marzo 1887      | 18 gennaio 1892  | Berisal, Svizzera                                |
| 24 | Luis Martín                |          | 2 ottobre 1892    | 18 aprile 1906   | Melgar de Fernamental, Regno di Spagna           |
| 25 | Franz Xaver Wernz          |          | 8 settembre 1906  | 20 agosto 1914   | Rottweil, Impero tedesco                         |
| 26 | Włodzimierz Ledóchowski    |          | 11 febbraio 1915  | 13 dicembre 1942 | Loosdorf, Austria                                |
| 27 | Jean-Baptiste Janssens     |          | 15 settembre 1946 | 5 ottobre 1964   | Mechelen, Belgio                                 |
| 28 | Pedro Arrupe               |          | 22 maggio 1965    | 3 settembre 1983 | Bilbao, Spagna                                   |
| 29 | Peter Hans Kolvenbach      |          | 13 settembre 1983 | 14 gennaio 2008  | Druten, Paesi Bassi                              |
| 30 | Adolfo Nicolás             |          | 19 gennaio 2008   | 3 ottobre 2016   | Villamuriel de Cerrato, Spagna                   |
| 31 | Arturo Sosa Abascal        |          | 14 ottobre 2016   | In carica        | Caracas, Venezuela                               |

### Annotazioni
1. 1 2  Vicario generale
2. ↑  Vicario generale fino al 7 marzo 1801, poi Preposito generale
3. ↑  Preposito generale per la Russia
4. ↑  Preposito generale per la Russia dal 14 settembre 1805 al 7 agosto 1814
5. ↑  Ultimo Preposito generale morto in carica.

### Fonti
1. ↑   Superiore dei gesuiti si presenta: "Ma non chiamatemi Papa nero" - Askanews, su askanews.it. URL consultato il 17 agosto 2021.
2. ↑   Conto alla rovescia per l'elezione del Papa Nero, il nuovo generale dei gesuiti, su ilmessaggero.it. URL consultato il 17 agosto 2021.
3. 1 2   Gian Guido Vecchi, Eletto il «Papa nero», Arturo Sosa Abascal è il nuovo superiore dei gesuiti, su Corriere della Sera, 14 ottobre 2016. URL consultato il 24 agosto 2021.
4. 1 2 3   Elezione Superiore Gesuiti. Lombardi: consenso senza "partiti", su it.radiovaticana.va. URL consultato il 17 agosto 2021.